# Jill Wagner
Jill Wagner, född 13 januari 1979 i Winston-Salem, North Carolina, är en amerikansk skådespelare.
Wagner har bland annat medverkat i TV-serierna Blade: The Series, Teen Wolf samt Special Ops: Lioness.

## Filmografi (i urval)
- 2003 – Punk'd (TV-serie) (6 avsnitt)
- 2004 – Monk (TV-serie) (1 avsnitt)
- 2006 – Blade: The Series (TV-serie) (huvudroll, 13 avsnitt)
- 2007 – Stargate Atlantis (TV-serie) (2 avsnitt)
- 2008 – Bones (TV-serie) (1 avsnitt)
- 2011–2017 – Teen Wolf (TV-serie) (återkommande gästroll, 20 avsnitt)
- 2023 – Special Ops: Lioness (TV-serie) (huvudroll, 8 avsnitt)